# Aquilué
Aquilué es una localidad y antiguo municipio de España, perteneciente al actual municipio de Caldearenas, en la comarca oscense del Alto Gállego, en Aragón.
Se trata de la cabecera histórica de la Val d'Aquilué, o valle del río Matriz o Rematriz. Su enclave es en pleno Prepirineo aragonés y el Conjunto Histórico de Serrablo.

## Situación geográfica
Aquilué está situado en el valle homónimo, en el que el río Matriz es el eje principal, entre las sierras de Javierre y Puenta Pueyo, que a su vez separan a este del valle de la Garona, el Flumen y el Isuela al sur, y la Guarguera al norte.

## Comunicación
Se accede a Aquilué por ferrocarril con la mítica línea del Canfranero. La estación más cercana es el apeadero de Caldearenas-Aquilué, en la capital municipal.
El acceso más rápido al pueblo es por carretera, por el oeste por la N-330, accediendo por Hostal de Ipiés, o bien por la Autovía Mudéjar por Escusaguás. Otra ruta se da por vertiente este por la A-1205 pasando por Javierrelatre.

## Historia
Su iglesia está dedicada a la Virgen de la Asunción, es del siglo XII con reformas en el siglo XVII y XVIII. Está situada en un pequeño alto a las afueras de la población y tiene el cementerio anexo en el lado este.
Destaca también la ermita de la Virgen de los Ríos, en la vertiente norte de la sierra de Javierre, enclavada en la confluencia del barranco Presín con el barranco del Solano de los Burales.

## Demografía

### Antiguo municipio
Datos demográficos del municipio de Aquilué desde 1842:
| 204           | 259 | 253 | 210 | 233 | 253 | 256 | 245 | 221 | 236 | 224 | 341 | 308 | -- |
| (Fuente: INE) |     |     |     |     |     |     |     |     |     |     |     |     |    |

| Gráfica de evolución demográfica de Aquilué entre 1842 y 1960 |
| |
| Población de derecho según los censos de población del INE Población de hecho según los censos de población del INEEntre el censo de 1857 y el anterior, crece el término del municipio porque incorpora a Estallo Entre el censo de 1950 y el anterior, crece el término del municipio porque incorpora a Serué Entre el censo de 1970 y el anterior, este municipio desaparece porque se agrupa en el municipio Caldearenas |

### Localidad
Datos demográficos de la localidad de Aquilué desde 1900:
| 132                   | 117 | 112 | 120 | 109 | 79 | 80 | 51 | 36 | 30 | 26 | 27 | 19 |
| (Fuente: IAEST e INE) |     |     |     |     |    |    |    |    |    |    |    |    |

- Datos referidos a la población de derecho.